# Campionato De Martino
Il Campionato De Martino è stato un torneo calcistico italiano, istituito nella stagione 1954-1955 dalla Lega Nazionale Professionisti e sospeso durante gli anni settanta. Il torneo fu intitolato alla memoria del giornalista e scrittore Emilio De Martino.

## Storia
In origine era un torneo riservato alle squadre di Serie A, in cui le stesse potevano utilizzare i giocatori di riserva scarsamente impiegati in prima squadra o titolari reduci da infortuni e bisognosi di riprendere il ritmo partita. Era inoltre l'occasione per i migliori giovani del vivaio per proporsi al pubblico, per farsi conoscere, per giocare, magari con qualche più illustre compagno, senza dover subire troppo l'emozione dell'esordio e il peso delle responsabilità.
Il torneo venne aperto in un secondo tempo sia alle squadre di Serie B sia a quelle di Serie C (per soli tre anni) con l'assegnazione di tre titoli distinti. Gli eccessivi costi di gestione portarono alla soppressione del torneo che vide la sua ultima edizione nella stagione 1970-1971. Dopo un anno di chiusura, nella stagione 1972-1973 venne disputato un nuovo torneo, denominato Campionato Riserve, e dalla stagione successiva una nuova competizione, il Campionato Under 23, che restò in vita fino alla stagione 1975-1976.

## Albo d'oro

### Campionato De Martino
- 1954-1955  Lazio
- 1955-1956  Milan
- 1956-1957  Inter
- 1957-1958  Inter
- 1958-1959  Inter
- 1959-1960  Juventus
- 1960-1961  Inter (A) -  Brescia (B)
- 1961-1962  Inter (A) -  Genoa (B)
- 1962-1963  Inter (A) -  Lecco (B)
- 1963-1964  Fiorentina (A) -  Genoa (B)
- 1964-1965  Bologna (A) -  Lecco (B) -  Perugia (C)
- 1965-1966  Inter (A) -  Padova (B) -  Maceratese (C)
- 1966-1967  Milan (A) -  Sampdoria (B) -  Udinese (C)
- 1967-1968  SPAL (A) -  Lazio (B)
- 1968-1969  Milan (A) -  Brescia (B)
- 1969-1970  Modena
- 1970-1971  Lazio
- 1971-1972 non disputato

### Campionato Riserve
- 1972-1973  Verona

### Campionato Under 23
- 1973-1974  Lazio
- 1974-1975  Inter
- 1975-1976  Cesena

## Squadre vincitrici
Serie A
- 8 vittorie: Inter
- 3 vittorie: Lazio e Milan
- 1 vittoria: Bologna, Cesena, Fiorentina, Hellas Verona, Juventus, Modena e SPAL

Serie B
- 2 vittorie: Brescia, Genoa e Lecco
- 1 vittoria: Lazio, Padova e Sampdoria

Serie C
- 1 vittoria: Maceratese, Perugia ed Udinese